# Чисменский сельский округ
Чисменский сельский округ — упразднённая административно-территориальная единица, существовавшая на территории Волоколамского района Московской области в 1994—2006 годах.
Чисменский сельсовет был образован в 1929 году в составе Волоколамского района Московского округа Московской области путём объединения Гусеневского и Покровского с/с.
14 июня 1954 года к Чисменскому с/с был присоединён Язвищевский с/с.
27 августа 1958 года в Чисменский с/с из Матрёнинского были переданы селения Данилково и Себенки, но 2 февраля 1968 года они были возвращены.
4 января 1966 года из Рождественского с/с Рузского района в Чисменский с/с были переданы селения Сычёво и жилой посёлок Сычевского карьерсамоуправления. Вскоре два этих селения были преобразованы в пгт Сычёво и выведены из состава Чисменского с/с в отдельную административную единицу.
7 августа 1973 года к Чисменскому с/с был присоединён Никитский с/с.
25 октября 1984 года к Чисменскому с/с был присоединён Ильинский с/с.
3 февраля 1994 года Чисменский с/с был преобразован в Чисменский сельский округ.
2 октября 1996 года посёлок станции Чисмена был переименован в посёлок Чисмена.
В ходе муниципальной реформы 2005 года Чисменский сельский округ прекратил своё существование как муниципальная единица. При этом селения Высоково, Копытцево, Федюково, Шелудьково и Язвище были включены в городское поселение Сычёво; селения Житино, Ильинское, Кузяево, Поречье и Темниково — в сельское поселение Теряевское, а остальные населённые пункты — в сельское поселение Чисменское.
29 ноября 2006 года Чисменский сельский округ исключён из учётных данных административно-территориальных и территориальных единиц Московской области.